# Nigel Clough
Nigel Howard Clough (Sunderland, 19 de março de 1966) é um treinador e ex-futebolista inglês que atuava como atacante e, no final da carreira, como meio-campo. Atualmente, dirige o Mansfield Town.
Nigel é filho do lendário treinador Brian Clough, o qual levou os pequenos (e rivais) Derby County e Nottingham Forest a títulos no campeonato inglês e, no segundo, a duas conquistas na Copa dos Campeões.
Nigel iniciou a carreira como jogador do Forest (311 jogos em sua primeira passagem, entre 1984 e 1993, último ano de Brian Clough como técnico), passando ainda por Liverpool e Manchester City antes de voltar ao clube que o projetou por empréstimo, em 1996-97. Jogou ainda uma partida pelo Sheffield Wednesday, assinando com o Burton Albion para exercer as funções de jogador e técnico.
Após 227 partidas e 16 gols, encerrou a carreira de jogador em 2008 para trabalhar apenas como técnico do Burton, onde permaneceu até 2009. Treinou durante quase cinco anos o Derby, entretanto, não conseguindo repetir o feito do pai. Exerceu o cargo ainda no Sheffield United antes de regressar ao Burton Albion em 2015, onde permanece até hoje.

## Seleção Inglesa
Tendo atuado na equipe Sub-21, Nigel Clough vestiu a camisa da Seleção Inglesa principal entre 1989 e 1993, não tendo feito nenhum gol.
Sua estreia foi num amistoso contra o Chile, em maio de 1989. Esquecido por Bobby Robson para a Copa de 1990, foi convocado para a Eurocopa de 1992, mas não entrou em campo. Também chegou a jogar 2 partidas pelas eliminatórias da Copa de 1994, porém o English Team não conseguiu a vaga. A despedida foi também num jogo amistoso, desta vez contra a Alemanha, em junho de 1993.